# Фредерік Вільям Томас Бербідж

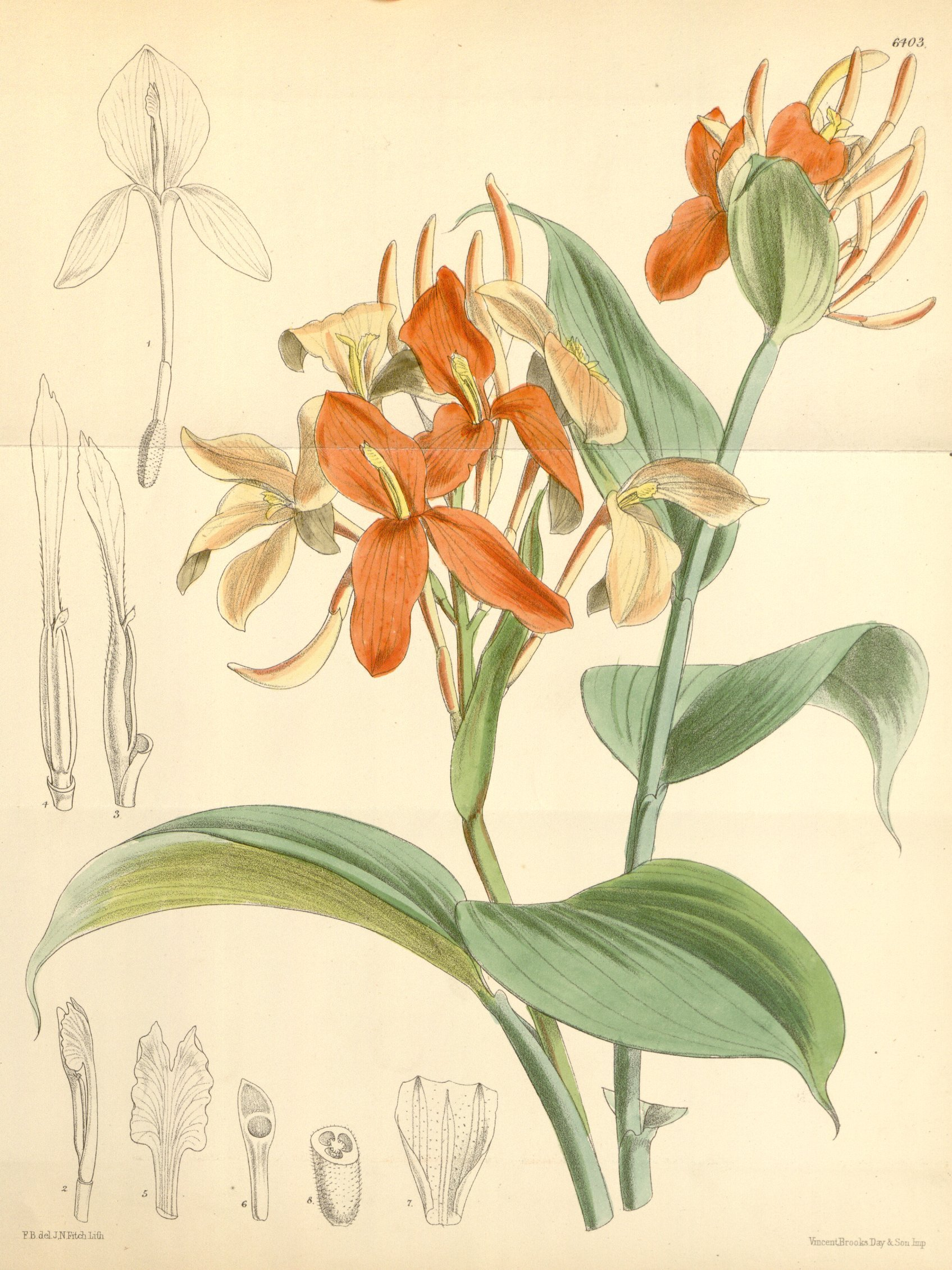
Ілюстрація Burbidgea nitida у журналі Curtis's Botanical Magazine (1879). Рослина знайдена та описана Бербіджем під час експедиції у Борнео.

Фредерік Вільям Томас Бербідж (1847 в Ваймсвелд (англ. Wymeswold), Лестершир, Англія — 1905 в Дублін, Ірландія) — британський дослідник, який зібрав багато рідкісних тропічних рослин для знаменитих розсадників Veitch (англ. Veitch Nurseries). Перша робота Бербіджа — садівник у Королівських садах в К'ю. Проте з 1877 до 1878 року він був робітником у панів Veitch і зробив багато експедицій до Південно-Східної Азії в пошуках декоративних рослин. З 1879 він був куратором ботанічних садів у Триніті-коледж Дубліна. У 1894 році Бербідж був призначений «Хранителем Колледж-Парку». П'ять років по тому він отримав почесний ступінь M.A. (ступінь магістра) у Дублінському університеті та у 1897 році був удостоєний Вікторіанською Медаллю Пошани (англ. Victoria Medal of Honour) Королівського садівничого товариства.
Бербіджу приписують введення у культивування знаменитих хижих рослин глечиків-пасток Nepenthes rajah. На його честь названі рід Burbidgea (Hook.f.) і декілька видів, включаючи Globba burbidgei (Ridl.). Nepenthes burbidgeae (Hook.f. ex Burb), як вважають, був названий на честь його дружини.